# Murakeresztúr–Szentlőrinc-vasútvonal
A Dunántúl déli peremén húzódó Murakeresztúr–Szentlőrinc-vasútvonal a MÁV és a GYSEV. 60-as számú, egyvágányú, Szentlőrinc és Gyékényes állomások között nem villamosított vasútvonala.

## Történet
A vasútvonal Pécs és Barcs közötti szakaszát a Pécs-Barcsi Vasúttársaság építette. A vasúttársaság a 68 km hosszú vonalszakasz építését rendkívül rövid idő alatt fejezte be, 1868. május 6-án adták át a forgalomnak. A részben sík, részben dombvidéki vasút viszonylag kevés földmunkával készült, a pálya 34,65 kg/fm és 33,97 kg/fm tömegű sínekből épült.
A vasútvonal Barcs és Gyékényes közötti szakaszát a Déli Vaspályatársaság Barcstól Murakeresztúrig tartó 72 km hosszú vonalának részeként 1868. szeptember 1-jén helyezték üzembe.
1995-ben a Gyékényes és Murakeresztúr közötti pályán sor kerülhetett a villamos üzemű vontatás felvételére.
2021. május 17-től feltételes megállási rend került bevezetésre Barcs felső, Kisdobsza, Nemeske, Molvány, Nagypeterd és Szentdénes, illetve csak a Pannónia InterRégió vonatoknál Somogyudvarhely és Bélavár, valamint 2022. április 3-tól Péterhida-Komlósd megállóhelyeken.
2025. július 1-jétől a Murakeresztúr–Gyékényes szakaszt átvette a GYSEV.

## Biztosítóberendezés
Pécsen önműködő térközcsatlakozással és fényjelzővel kiegészített váltózárkulcs azonosító berendezés üzemel. A vonatok követési rendje Pécs és Mecsekalja-Cserkút állomásközben a vasúti pálya önműködő térközi közlekedésre van berendezve. Az állomásköz három térközre van felosztva. Az állomás a 63+35 és a 44+99 valamint a 4+53-as számú szelvények között fekszik.
Mecsekalja-Cserkút önműködő térközcsatlakozással és fényjelzővel kiegészített KÖFI állomás, Pécsről távkezelve. A vonatok követési rendje Mecsekalja-Cserkút és Bicsérd állomásközben a vasúti pálya önműködő térközi közlekedésre van berendezve. Az állomásköz négy térközre van felosztva. Az állomás a 119+04 és a 101+84-es számú szelvények között fekszik.
Bicsérd önműködő térközcsatlakozással és fényjelzővel kiegészített KÖFI állomás, Pécsről távkezelve. A vonatok követési rendje Bicsérd és Szentlőrinc állomásközben a vasúti pálya önműködő térközi közlekedésre van berendezve. Az állomásköz négy térközre van felosztva.
Az állomás a 196+63 és a 179+22-es számú szelvények között fekszik.
Szentlőrincen önműködő térközcsatlakozással és fényjelzővel kiegészített Siemens-Halske berendezés üzemel. A vonatok követési rendje Szentlőrinc és Szigetvár állomásközben, állomástávolságú közlekedési rend van érvényben. Az állomás a 224+45 és a 227+10-es számú szelvények között fekszik. Az állomásközbe kettő darab nyíltvonali szolgálati hely van. A 288+00 és a 286+02-es számú szelvények között fekszik Szentdénes megállóhely. A 309+20 és a 308+10-es számú szelvények között fekszik Nagypeterd megállóhely.
Ezek az állomások ellenmenet és utolérést kizáró berendezéssel valamint EÉVB vonatbefolyásoló rendszerrel vannak felszerelve.
Szigetváron alakjelzővel kiegészített Siemens-Halske berendezés üzemel. A vonatok követési rendje Szigetvár és Darány állomásközben, állomástávolságú közlekedési rend van érvényben. Az állomás a 390+13 és a 373+49-es számú szelvények között fekszik. Az állomásközben három nyíltvonali szolgálati hely van. A 427+05 és a 424+75-ös számú szelvények között Molvány megállóhely. A 461+02 és a 463+97-es számú szelvények között Nemeske megállóhely. A 496+52 és a 494+84-es számú szelvények között Kisdobsza megállóhely.
Darányban fényjelzővel kiegészített Siemens-Halske berendezés üzemel. A vonatok követési rendje Darány és Középrigóc állomásközben, állomástávolságú közlekedési rend van érvényben. Az állomás az 556+28 és az 546+95-ös számú szelvények között fekszik.
Középrigócon alakjelzővel kiegészített Siemens-Halske berendezés üzemel. A vonatok követési rendje Középrigóc és Barcs állomásközben, állomástávolságú közlekedési rend van érvényben. Az állomás a  623+25 és a 608+93 számú szelvények között fekszik. Az állomásközben kettő nyíltvonali szolgálati hely van. A 647+08 és a 648+08-as számú szelvények között Barcs-felső megállóhely. A 658+54 és a 655+99-es számú szelvények között Barcs Kemikál sajátcélú vasúti pályahálózati kiágazás van.
Barcson alakjelzővel valamint a végpont felőli oldalon  fényjelzővel és fénysorompóval kiegészített Siemens-Halske berendezés üzemel. A vonatok követési rendje Barcs és Babócsa állomásközben, állomástávolságú közlekedési rend van érvényben. Az állomás a  699+00 és a 663+79 számú szelvények között fekszik. Az állomásközben egy nyíltvonali szolgálati hely van. Az 599+82 és a 601+88-as számú szelvények között Péterhida-Komlósd megállóhely.
Babócsán ELPULT kezelői rendszerrel ellátott ProRIS-H típusú egyközpontos,
tengelyszámlálós váltó- és vágányfoglaltság ellenőrzéses, hibrid (elektronikus és
jelfogós) berendezés üzemel. A vonatok követési rendje Babócsa és Vízvár állomásközben, állomástávolságú közlekedési rend van érvényben. Az állomás az 581+50 és az 571+20-as számú szelvények között fekszik.
Vízváron fényjelzővel felszerelt kulcsazonosító berendezés üzemel. A vonatok követési rendje Vízvár és Berzence állomásközben, állomástávolságú közlekedési rend van érvényben. Az állomás a 464+70 és a 457+40-es számú szelvények között fekszik. Az állomásközben kettő nyíltvonali szolgálati hely van. A 426+72 és a 424+90-es számú szelvények között Bélavár megállóhely. A 376+97 és a 375+00-ás számú szelvények között Somogyudvarhely megállóhely.
Berzence fényjelzővel felszerelt kulcsazonosító berendezés üzemel. A vonatok követési rendje Berzence és Gyékényes állomásközben, állomástávolságú közlekedési rend van érvényben. Az állomás a 327+50 és a 319+10-es számú szelvények között fekszik.
Gyékényesen önműködő térközcsatlakozással és fényjelzővel kiegészített Domino 70-es berendezés üzemel. Az állomás a 135+40 és a 167+45-ös számú szelvények között fekszik.
Ezek az állomások ellenmenet és utolérést kizáró berendezéssel valamint EÉVB vonatbefolyásoló rendszerrel nincsenek felszerelve.

## Járművek
A Pannónia InterRégió vonatokon Siemens Desiro motorvonatok közlekednek.